# Barrio de San Antonio (Barcelona)
San Antonio (oficialmente y en catalán Sant Antoni) es un barrio barcelonés del distrito del Ensanche. Está limitado por la Gran Vía de las Cortes Catalanas (en su tramo comprendido desde la plaza de España hasta la plaza de la Universidad), ronda de San Antonio, ronda de San Pablo y el Paralelo (hasta la plaza de España). Su población según cifras oficiales es de 38 184 habitantes en 2016.
El centro neurálgico del barrio lo constituye el mercado de San Antonio, que ocupa la manzana delimitada por las calles Conde Borrell, Manso, Conde de Urgel y Tamarit. Fue construido a finales del siglo XIX y es muy popular debido a su feria semanal de libros viejos y material de coleccionismo que se celebra cada domingo por la mañana. Los comercios de la ronda de San Antonio y de las calles de Sepúlveda y Floridablanca incluyen un gran número de establecimientos de venta de material informático.
La avenida de Mistral, que a partir de 1995 se convirtió en un espacio exclusivo para viandantes, es la arteria más viva y dinámica del barrio. En el barrio existe un cine multisalas, el Renoir Floridablanca (con siete salas especializadas en películas de autor y en versión original).
El barrio cuenta también con el gran Centro de Atención Primaria Manso, gestionado por el Instituto Catalán de la Salud (ICS) y situado en la confluencia de las calles Manso y Calabria, el cual proporciona cobertura asistencial médica a todo el barrio y también a la población de los barrios vecinos de El Raval y de la Izquierda del Ensanche.
Por lo que hace referencia a la enseñanza, dispone de dos centros educativos concertados: el Colegio Salesiano San José (Rocafort-Floridablanca) y el María Auxiliadora (Calabria-Sepúlveda).
La asociación de vecinos del barrio tiene su sede en la avenida Mistral, 30, entre Calabria y Rocafort.